# 南雷薩
南雷萨（挪威語：Sørreisa），又译为瑟雷薩，是挪威特罗姆斯郡的市镇，行政中心为南雷薩村。市镇面积為362.98平方公里，2023年时人口数量為3,428人，人口密度為9.9人/平方公里。